# Sofie Bredgaard
Sofie Bruun Bredgaard (Frederiksværk, 18 gennaio 2002) è una calciatrice danese, centrocampista della Fiorentina e della nazionale danese.

## Carriera

### Club
Bredgaard si avvicina al calcio fin da giovanissima, iniziando la carriera giocando nelle giovanili miste del Melby-Liseleje (Melby), passando negli anni successivi all'Hillerød (Hillerød), poi al BSF (Ballerup) per giungere infine al B.93, club della capitale Copenaghen dove viene inserita in una squadra interamente femminile. Nell'ottobre 2017, appena quindicenne, ha anche l'occasione di partecipare a uno stage organizzato dal Manchester City riservato alle giocatrici under 16 più promettenti, esperienza che però non si concretizza in un interessamento del club inglese.
Dopo aver giocato ancora qualche tempo a livello giovanile, nel corso della stagione 2018-2019 viene promossa nella prima squadra allenata dalla spagnola Jessica Rodríguez, facendo il suo debutto in Elitedivisionen, livello di vertice del campionato danese femminile di calcio, il 29 settembre 2018, non ancora compiuti i 17 anni, nell'incontro casalingo pareggiato 2-2 all'Østerbro Stadium con l'Odense Q contribuendo al risultato finale segnando il primo dei due gol in recupero per la sua squadra. Prima della fine dell'anno Rodríguez le ridà fiducia, impiegandola da titolare in altre sei partite di campionato. Nel frattempo continua a disputare il campionato U18 Piger DM nel quale, pur non giocando tutti gli incontri autunnali per gli impegni di Elitedivisionen, diventa capocannoniere del torneo con 15 gol.
Pur avendo ricevuto delle offerte da tre club per rimanere in patria, spinta dalle migliori condizioni economiche che offriva la Svezia a inizio luglio 2020 Bredgaard si è trasferita al Linköping, club che disputa la Damallsvenskan, prima divisione della piramide calcistica femminile del paese scandinavo, firmando con il club della popolosa città del Götaland un contratto di due anni e mezzo.
Alla sua prima stagione svedese il tecnico Olof Unogård decide di impiegarla in 13 dei 18 incontri restanti di campionato, contribuendo a far raggiungere alla sua squadra il 4º posto, ai quali si aggiungono le 4 presenze in Coppa di Svezia dove sigla il suo primo gol "estero" al Lidköpings FK sotto la nuova gestione tecnica del connazionale Andrée Jeglertz. Nella stagione successiva matura 18 presenze in Damallsvenskan, andando a rete in due occasioni, la doppietta segnata in casa all'Hammarby all'8ª giornata, rimettendo entrambe le volte il risultato sulla parità prima che si concludesse sul 3-3. La squadra dopo aver disputato un campionato di centro classifica termina al 6º posto.
Dopo aver disputato con il Linköping una sola partita, nella stagione 2022 si è trasferita alle plurititolate rivali di campionato del Rosengård, Campionesse di Svezia 2021, con le quali disputa con i nuovi colori la finale di coppa del 26 maggio 2022, vinta sulle avversarie dell'Häcken per 2-1 ai tempi supplementari. Fin dal suo arrivo Renée Slegers la impiega con regolarità in ruoli che le facilitano il ritorno al gol, totalizzandone 7 su 24 delle 25 partite di campionato rimanenti e partecipando alla conquista del 13º titolo di Campione di Svezia per il club di Malmö. Oltre alle 3 presenze in Svenska Cupen in quella stagione ha anche l'occasione di debuttare in UEFA Women's Champions League scendendo in campo, il 21 settembre 2022, nella gara di andata del secondo turno di qualificazione dell'edizione 2023-2024, nel pareggio esterno per 1-1 con le campionesse di Norvegia del Brann, rivelandosi preziosa nell'incontro di ritorno nell'aprire le marcature della partita poi conclusa per 3-1 per le padrone di casa. Gioca poi tutti i restanti sei incontri della fase a gironi prima dell'eliminazione della sua squadra dal torneo. Si conferma pedina importante nel settore di centrocampo anche nella successiva stagione, per lei 25 presenze e 8 reti, terza migliore realizzatrice della squadra in Damallsvenskan 2023 dopo Olivia Schough (13) e la connazionale Olivia Holdt (12), a cui si aggiungono 4 presenze, con una rete, in Coppa e ancora 8 presenze, tra qualificazioni e fase a gironi, prima dell'eliminazione in Champions League. La stagione vede però la squadra chiudere il campionato al 7º posto, una posizione insolitamente bassa rispetto ai risultati ottenuti fino a quel momento e che vede perdere l'accesso al torneo UEFA. La sostituzione di Slegers con Joel Kjetselberg non muta la fiducia nella giocatrice, tuttavia l'abbondanza di centrocampisti la pone oggetto di numerosi turnover, 11 su 13 incontri disputati in campionato a fronte di 7 reti, prima della pausa estiva, periodo dove Bredgaard prende la decisione di lasciare il club.
Durante la finestra estiva di calciomercato viene annunciato il suo trasferimento in Italia, firmando un contratto triennale con la Fiorentina. Segna la sua prima rete alla prima giornata di campionato, il 30 agosto, nella vittoria contro il Napoli (1-0).

### Nazionale
Bredgaard inizia a essere convocata dalla Federcalcio danese (DBU) dal 2017, inizialmente nella formazione under 16, squadra con la quale esordisce a 15 anni in Nordic Cup quello stesso anno, torneo che, rimasta in quota, gioca anche l'anno successivo.
Nel frattempo viene chiamata anche in under 17 dal tecnico federale Kristian Mørch Rasmussen in occasione della prima fase di qualificazione all'Europeo di Lituania 2018, impiegata in tutti i tre incontri in programma contribuendo al èpassaggio al turno successivo. Torna a indossare la maglia della u 17 un anno più tardi, prima in amichevole e poi confermata in rosa con la squadra che affronta le qualificazioni al successivo Europeo di Bulgaria 2019, torneo nel quale condivide con le compagne l'accesso alla fase finale a sette anni all'ultima qualificazione al torneo UEFA di categoria. Qui la sua nazionale, inserita nel gruppo A, con una vittoria, un pareggio e una sconfitta non riesce a superare il turno venendo eliminata già alla fase a gironi. Bredgaard gioca tutte le partite sia della fase di qualificazione che quelle in Bulgaria, disputando l'ultima con la maglia di questa giovanile l'11 maggio 2019 nell'ultima e ininfluente vittoria con le pari età della nazione organizzatrice.
Dal 2019 è in rosa con la under 19, con la quale dopo il debutto in amichevole gioca due incontri della prima fase di qualificazione all'Europeo di Georgia 2020 e altri due del Torneo di La Manga 2020 di categoria prima che la UEFA decidesse di sospendere ogni torneo giovanile come misura per combattere la diffusione della pandemia di COVID-19.
Per indossare nuovamente la maglia della Danimarca deve attendere il 2022, convocata dal commissario tecnico Lars Søndergaard con la nazionale maggiore negli incontri dell'8 e 12 aprile con Malta e Azerbaigian, entrambi validi per le qualificazioni, nel gruppo E della zona UEFA al Mondiale di Australia e Nuova Zelanda 2023, debuttando nel secondo, vinto per 2-0, rilevando Sanne Troelsgaard al 73'. Dopo un ulteriore incontro in amichevole, Søndergaard decide quindi di inserirla nella rosa delle 23 convocate per l'Europeo di Inghilterra 2022, avendo anche l'occasione di scendere in campo durante il torneo il 12 luglio, nella partita vinta 1-0 con la Finlandia prima della eliminazione della Danimarca già alla fase a gironi.
Negli anni successivi trova sempre più spazio, disputando tra le varie amichevoli l'edizione 2023 del Tournoi de France, la prima edizione della UEFA Women's Nations League, dove contribuisce a chiudere la fase a gironi al secondo posto nel gruppo 3 della Lega A, mantenendo così la posizione, e le qualificazioni all'Europeo di Svizzera 2025.

## Statistiche

### Presenze e reti nei club
Statistiche aggiornate al 10 maggio 2025.
| Stagione          | Squadra           | Campionato        | Campionato | Campionato | Coppe nazionali | Coppe nazionali | Coppe nazionali | Coppe continentali | Coppe continentali | Coppe continentali | Altre coppe | Altre coppe | Altre coppe | Totale | Totale |
| Stagione          | Squadra           | Comp              | Pres       | Reti       | Comp            | Pres            | Reti            | Comp               | Pres               | Reti               | Comp        | Pres        | Reti        | Pres   | Reti   |
| ----------------- | ----------------- | ----------------- | ---------- | ---------- | --------------- | --------------- | --------------- | ------------------ | ------------------ | ------------------ | ----------- | ----------- | ----------- | ------ | ------ |
| 2020              | Linköping         | DS                | 13         | 0          | CS              | 4               | 1               | -                  | -                  | -                  | -           | -           | -           | 17     | 1      |
| 2021              | Linköping         | DS                | 18         | 2          | CS              | 4               | 1               | -                  | -                  | -                  | -           | -           | -           | 22     | 3      |
| 2022              | Linköping         | DS                | 1          | 0          | CS              | -               | -               | -                  | -                  | -                  | -           | -           | -           | 1      | 0      |
| Totale Linköping  | Totale Linköping  | Totale Linköping  | 32         | 2          | -               | 8               | 2               | -                  | -                  | -                  | -           | -           | -           | 40     | 4      |
| 2021              | Rosengård         | DS                | -          | -          | CS              | 1               | 0               | UWCL               | -                  | -                  | -           | -           | -           | 1      | 0      |
| 2022              | Rosengård         | DS                | 24         | 7          | CS              | 3               | 0               | UWCL               | 8                  | 1                  | -           | -           | -           | 35     | 8      |
| 2023              | Rosengård         | DS                | 25         | 8          | CS              | 4               | 1               | UWCL               | 8                  | 0                  | -           | -           | -           | 37     | 9      |
| gen.-lug. 2024    | Rosengård         | DS                | 13         | 7          | CS              | -               | -               | UWCL               | -                  | -                  | -           | -           | -           | 13     | 7      |
| Totale Rosengård  | Totale Rosengård  | Totale Rosengård  | 62         | 22         | -               | 8               | 1               | -                  | 16                 | 1                  | -           | -           | -           | 86     | 24     |
| 2024-2025         | Fiorentina        | A                 | 22         | 2          | CI              | 3               | 0               | UWCL               | 3                  | 0                  | SI          | 1           | 0           | 29     | 2      |
| 2025-2026         | Fiorentina        | A                 | -          | -          | CI              | -               | -               | -                  | -                  | -                  | AWC         | -           | -           | -      | -      |
| Totale Fiorentina | Totale Fiorentina | Totale Fiorentina | 22         | 2          | -               | 3               | 0               | -                  | 3                  | 0                  | -           | 1           | 0           | 29     | 2      |
| Totale Carriera   | Totale Carriera   | Totale Carriera   | 116        | 26         | -               | 19              | 2               | -                  | 19                 | 1                  | -           | 1           | 0           | 155    | 30     |

### Cronologia presenze e reti in nazionale
| Cronologia completa delle presenze e delle reti in nazionale ― Danimarca | Cronologia completa delle presenze e delle reti in nazionale ― Danimarca | Cronologia completa delle presenze e delle reti in nazionale ― Danimarca | Cronologia completa delle presenze e delle reti in nazionale ― Danimarca | Cronologia completa delle presenze e delle reti in nazionale ― Danimarca | Cronologia completa delle presenze e delle reti in nazionale ― Danimarca | Cronologia completa delle presenze e delle reti in nazionale ― Danimarca | Cronologia completa delle presenze e delle reti in nazionale ― Danimarca |
| Data                                                                     | Città                                                                    | In casa                                                                  | Risultato                                                                | Ospiti                                                                   | Competizione                                                             | Reti                                                                     | Note                                                                     |
| ------------------------------------------------------------------------ | ------------------------------------------------------------------------ | ------------------------------------------------------------------------ | ------------------------------------------------------------------------ | ------------------------------------------------------------------------ | ------------------------------------------------------------------------ | ------------------------------------------------------------------------ | ------------------------------------------------------------------------ |
| 12-4-2022                                                                | Viborg                                                                   | Danimarca                                                                | 2 – 0                                                                    | Azerbaigian                                                              | Qual. Mondiali 2023                                                      | -                                                                        | 78’                                                                      |
| 29-6-2022                                                                | Viborg                                                                   | Danimarca                                                                | 1 – 2                                                                    | Norvegia                                                                 | Amichevole                                                               | -                                                                        | 46’                                                                      |
| 12-7-2022                                                                | Milton Keynes                                                            | Danimarca                                                                | 1 – 0                                                                    | Finlandia                                                                | Euro 2022 - Fase a gironi                                                | -                                                                        | 56’                                                                      |
| 1-9-2022                                                                 | Viborg                                                                   | Danimarca                                                                | 5 – 1                                                                    | Montenegro                                                               | Qual. Mondiali 2023                                                      | -                                                                        | 64’                                                                      |
| 11-10-2022                                                               | Viborg                                                                   | Danimarca                                                                | 1 – 3                                                                    | Australia                                                                | Amichevole                                                               | -                                                                        | 82’                                                                      |
| 11-11-2022                                                               | Sciaffusa                                                                | Svizzera                                                                 | 1 – 2                                                                    | Danimarca                                                                | Amichevole                                                               | -                                                                        | 67’                                                                      |
| 15-2-2023                                                                | Laval                                                                    | Francia                                                                  | 1 – 0                                                                    | Danimarca                                                                | Tournoi de France                                                        | -                                                                        | 60’                                                                      |
| 21-2-2023                                                                | Laval                                                                    | Danimarca                                                                | 3 – 2                                                                    | Uruguay                                                                  | Tournoi de France                                                        | 1                                                                        | 46’                                                                      |
| 27-10-2023                                                               | Reykjavík                                                                | Islanda                                                                  | 0 – 1                                                                    | Danimarca                                                                | UEFA Women's Nations League 2023-2024 - Fase a gironi                    | -                                                                        | 66’                                                                      |
| 31-10-2023                                                               | Viborg                                                                   | Danimarca                                                                | 2 – 1                                                                    | Galles                                                                   | UEFA Women's Nations League 2023-2024 - Fase a gironi                    | 1                                                                        | 86’                                                                      |
| 5-12-2023                                                                | Viborg                                                                   | Danimarca                                                                | 0 – 1                                                                    | Islanda                                                                  | UEFA Women's Nations League 2023-2024 - Fase a gironi                    | -                                                                        | 76’                                                                      |
| 28-2-2024                                                                | Marbella                                                                 | Danimarca                                                                | 1 – 1                                                                    | Austria                                                                  | Amichevole                                                               | -                                                                        | 60’                                                                      |
| 5-4-2024                                                                 | Uherské Hradiště                                                         | Rep. Ceca                                                                | 1 – 3                                                                    | Danimarca                                                                | Qual. Euro 2025                                                          | -                                                                        | 61’                                                                      |
| 12-7-2024                                                                | Sint-Truiden                                                             | Belgio                                                                   | 0 – 3                                                                    | Danimarca                                                                | Qual. Euro 2025                                                          | -                                                                        | 87’                                                                      |
| 16-7-2024                                                                | Vejle                                                                    | Danimarca                                                                | 2 – 0                                                                    | Rep. Ceca                                                                | Qual. Euro 2025                                                          | -                                                                        | 46’                                                                      |
| Totale                                                                   |                                                                          | Presenze                                                                 | 15                                                                       |                                                                          | Reti                                                                     | 2                                                                        |                                                                          |

## Palmarès

### Club
- Campionato svedese: 1

Rosengård: 2022 2024
- Coppa di Svezia: 1

Rosengård: 2021-2022